# Championnat du Cameroun de football 1994
Navigation
Saison précédente Saison suivante
La saison 1994 du Championnat du Cameroun de football était la 34e édition de la première division camerounaise, la MTN Elite 1. Les équipes sont regroupées au sein d'une poule unique, où chaque équipe affronte tous les adversaires 2 fois, à domicile et à l'extérieur.
C'est l'Aigle Nkongsamba qui termine en tête du championnat cette année. C'est le deuxième titre de champion de son histoire.

## Les 16 clubs participants
| - Cotonsport Garoua - Promu de D2 - Tonnerre Yaoundé - Canon Yaoundé - Union Douala - Unisport Bafang - Léopards Douala - Union sportive Abong-Mbang - Caïman de Douala | - Panthère du Ndé - Vautours Dschang - Racing Club Bafoussam - Aigle Nkongsamba - Fovu Baham - Promu de D2 - Prévoyance Yaoundé - Ocean Kribi - Promu de D2 - PWD Kumba |

## Compétition

### Classement
| Rang | Équipe                     | Pts | J  | G  | N  | P  | Bp | Bc | Diff |
| ---- | -------------------------- | --- | -- | -- | -- | -- | -- | -- | ---- |
| 1    | Aigle Nkongsamba           | 42  | 30 | 17 | 8  | 5  | 45 | 26 | +19  |
| 2    | Cotonsport Garoua (P)      | 38  | 30 | 16 | 6  | 8  | 44 | 23 | +21  |
| 3    | Union Douala               | 36  | 30 | 12 | 12 | 6  | 38 | 28 | +10  |
| 4    | Prévoyance Yaoundé         | 35  | 30 | 10 | 15 | 5  | 34 | 22 | +12  |
| 5    | Racing Bafoussam (T)       | 35  | 30 | 11 | 13 | 6  | 38 | 24 | +14  |
| 6    | Unisport Bafang            | 35  | 30 | 12 | 11 | 7  | 39 | 25 | +14  |
| 7    | Canon Yaoundé -2           | 34  | 30 | 11 | 14 | 5  | 38 | 29 | +9   |
| 8    | Tonnerre Yaoundé           | 31  | 30 | 9  | 13 | 8  | 30 | 27 | +3   |
| 9    | Ocean Kribi (P)            | 28  | 30 | 10 | 8  | 12 | 24 | 36 | -12  |
| 10   | Fovu Baham (P)             | 28  | 30 | 7  | 14 | 9  | 23 | 24 | -1   |
| 11   | Vautour Dschang            | 27  | 30 | 8  | 11 | 11 | 28 | 34 | -6   |
| 12   | Panthère du Ndé            | 27  | 30 | 10 | 7  | 13 | 19 | 29 | -10  |
| 13   | Léopards Douala            | 25  | 30 | 7  | 11 | 12 | 23 | 25 | -2   |
| 14   | Caïman de Douala -3        | 25  | 30 | 9  | 9  | 12 | 27 | 43 | -16  |
| 15   | Union sportive Abong-Mbang | 19  | 30 | 5  | 9  | 16 | 24 | 41 | -17  |
| 16   | PWD Kumba -4               | 7   | 30 | 3  | 5  | 22 | 21 | 69 | -48  |

|  | Qualifié pour la Coupe des clubs champions africains 1995 |
|  | Qualifié pour la Coupe des Coupes 1995                    |
|  | Qualifié pour la Coupe de la CAF 1995                     |
|  | Relégué en deuxième division                              |

- Les clubs du Canon Yaoundé, Caïman de Douala et PWD Kumba ont reçu des pénalités respectives de 2, 3 et 4 points pour des raisons inconnues.

## Bilan de la saison
| Tableau d'Honneur                   |                                |
| Compétition                         | Vainqueur                      |
| Championnat du Cameroun de football | Aigle Nkongsamba               |
| Coupe du Cameroun                   | Olympique Mvolyé (2e division) |

| Qualifications continentales             |                   |
| Coupe des clubs champions africains 1995 | Qualifié          |
| Premier tour                             | Aigle Nkongsamba  |
| Coupe des Coupes 1995                    | Qualifiés         |
| Premier tour                             | Olympique Mvolyé  |
| Coupe de la CAF 1995                     | Qualifiés         |
| Premier tour                             | Cotonsport Garoua |

| Promotion et relégation |                                                       |
| Relégués en 2e division | Caïman de Douala Union sportive Abong-Mbang PWD Kumba |
| Promus en MTN Elite 1   | PWD Bamenda Stade Bandjoun Fogapé Yaoundé             |